# أرشيبالد إم. كارمايكل
أرشيبالد إم. كارمايكل هو فلاح وسياسي كندي، ولد في 4 يناير 1882 في كلرفيو في كندا، وتوفي في 30 أغسطس 1959. نشط حزبياً في Progressive Party of Canada ‏. وقد انتخب عضو مجلس العموم الكندي.